# Critasiros
Critasiros, întâlnit uneori și Critasirus, (în greacă veche Κριτασίρος) a fost un rege al triburilor celtice ale boilor și tauriscilor.